# 7日間で人生を変えよう
『7日間で人生を変えよう』（なのかかんでじんせいをかえよう、原題:Change your life in 7 days）は、ポール・マッケンナによる著書。日本語版は2005年発売。

## 概要
イギリスの元ラジオキャスターであり、催眠療法師である、ポール・マッケンナによる自己啓発書。
7日間で本を読み進めながら、テクニック（自己暗示やイメージ・トレーニング）をこなしていく形式になっている。「～をイメージする」「～を想像する」など催眠療法のテクニックが多く用いられている。日本では知られていない言葉のため、日本語版では書かれていないが、神経言語プログラミング（NLP）のテクニックも多く用いられている。
本書の内容を約35分ナレーションで語りかけてくるという内容になっている。本書とCDが相互に関連している。英語版マインド・プログラミングCDのナレーションはポール・マッケンナ自身が行なっている（日本語版でも収録されている）。日本語のナレーションは中井和哉が担当している。

## 書籍情報
- 『7日間で人生を変えよう』（訳・柴田 裕之）ISBN 4-7966-4614-0